# Ruta de Illinois 40
La Ruta de Illinois 40, y abreviada IL 40 (en inglés: Illinois Route 40) es una carretera estatal estadounidense ubicada en el estado de Illinois. La carretera inicia en el sur desde la I 74     en East Peoria hacia el norte en la IL 78     en Mount Carroll. La carretera tiene una longitud de 180,3 km (112.05 mi).

## Mantenimiento
Al igual que las autopistas interestatales, y las rutas federales y el resto de carreteras estatales, la Ruta de Illinois 40 es administrada y mantenida por el Departamento de Transporte de Illinois por sus siglas en inglés IDOT.